# Schronisko PTTK na Hali Lipowskiej

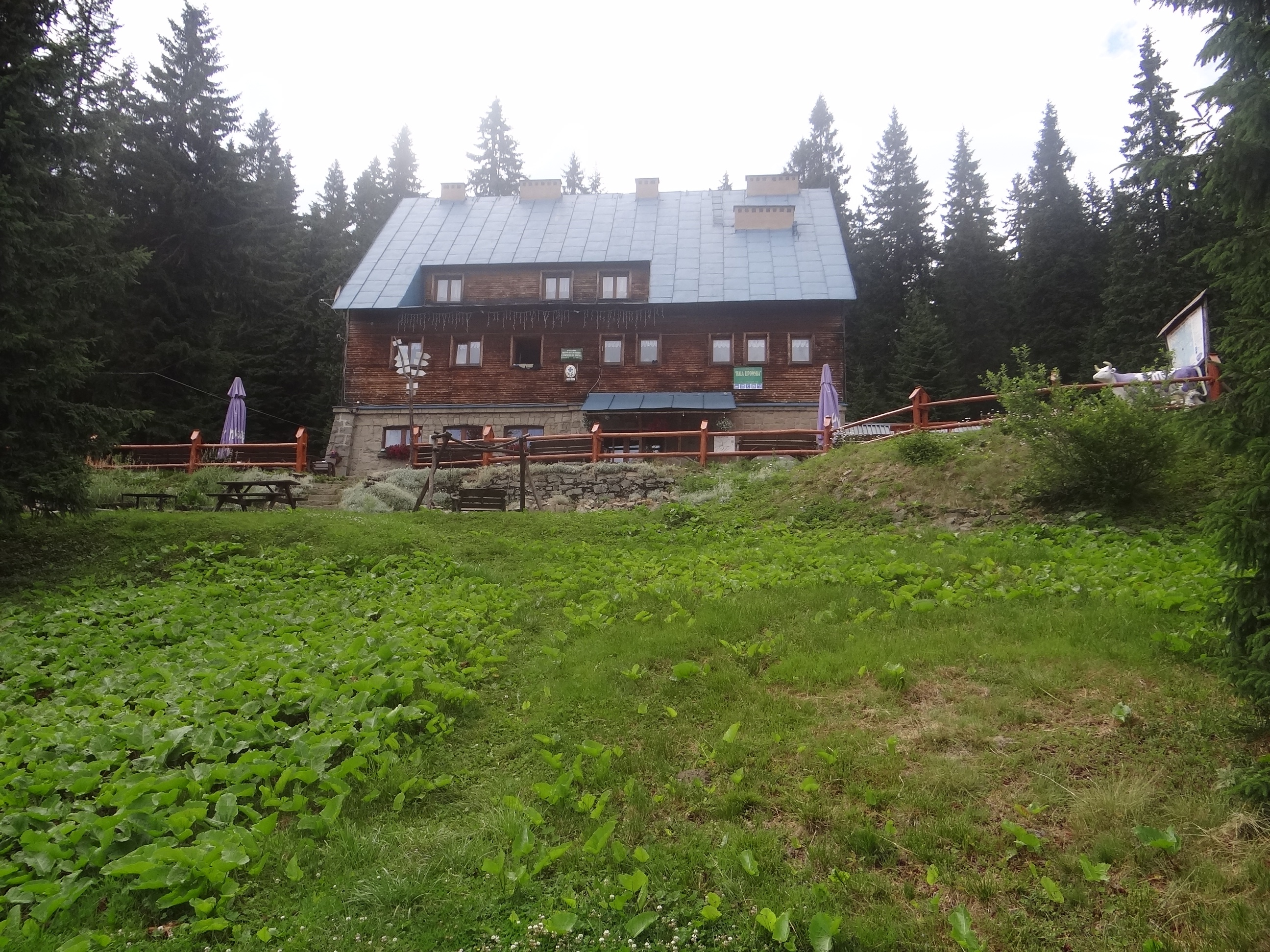
Schronisko PTTK na Hali Lipowskiej

Schronisko PTTK na Hali Lipowskiej – górskie schronisko turystyczne Polskiego Towarzystwa Turystyczno-Krajoznawczego w Beskidzie Żywieckim na Hali Lipowskiej, kilkaset metrów na wschód od wierzchołka Lipowskiego Wierchu.

## Historia
Budowę schroniska rozpoczęto w 1931 roku z inicjatywy niemieckiego towarzystwa górskiego Beskidenverein. Jednym z powodów budowy był zakaz rozbudowy schroniska Beskidenverein na Babiej Górze, postanowiono więc wznieść nowy budynek w innym miejscu. Budowa, którą kierował Marcin Lach ze Złatnej, spotkała się ze sprzeciwem Polskiego Towarzystwa Tatrzańskiego, które powołując się na swoje kompetencje przyznane przez Ministerstwo Robót Publicznych próbowało ją zablokować. Niemcy zdołali jednak zebrać odpowiednie zezwolenia administracyjne i już zimą 1931/1932 prowizorycznie zabezpieczone schronisko mogło przyjmować turystów. Oficjalne otwarcie odbyło się 6 sierpnia 1932. Obiekt miał 5 pokoi z 22 łóżkami, kuchnią, jadalnią i zapleczem gospodarczym. Patronem schroniska został dr Edward Stanowski (Dr. Stonawskihütte), prezes Beskidenverein, usilnie przeciwstawiający się „polskiej ekspansji w niemieckich Beskidach”.
W 1936 doprowadzono linię telefoniczną. W okresie poprzedzającym II wojnę światową pomiędzy schroniskiem na Hali Lipowskiej a schroniskiem Polskiego Towarzystwa Tatrzańskiego na Hali Rysiance trwała swoista wojna o turystów.
Podejrzewany o działalność antypolską zarządzający schroniskiem Alojzy Wagner był stale obserwowany przez polskich pograniczników. Opuścił on obiekt tuż przed wybuchem wojny i pojawił się ponownie w niemieckim mundurze jako przewodnik oddziałów Wehrmachtu. Gospodarzenie schroniskiem przejęła jego żona, jednak wkrótce i ona przeniosła się do Żywca, gdzie Wagnerowie otrzymali od władz okupacyjnych rozlewnię wódek. Schronisko przejął volksdeutsch o nazwisku Olearczyk, który zapisał się w historii niechlubną działalnością ograbiania ludności z najbliższych przysiółków wespół z niemieckim gospodarzem schroniska na Hali Boraczej. Pod koniec 1940 schronisko odwiedził SA Brigadeführer Fritz Bracht, który wkrótce został mianowany gaulaiterem i nadprezydentem prowincji górnośląskiej.
Uwikłany w kłopoty z policją po pijackich awanturach w schronisku na Hali Boraczej w maju 1942 oraz przyłapany na nielegalnym uboju bydła Olearczyk uciekł wiosną 1943 w nieznanym kierunku. Jego miejsce zajął Niemiec Hauser, funkcjonariusz gestapo z Bielska. Prowadził on obiekt formalnie do końca 1944, chociaż w schronisku faktycznie gospodarowała jego żona. Od wiosny 1944 w obiekcie kwaterowała stała załoga wojskowa, której zadaniem była obserwacja nadgranicznych terenów i zwalczanie oddziałów partyzanckich. Po Hauserach budynkiem opiekował się Marcin Lach. Często odwiedzali go partyzanci i dezerterzy. Pod koniec wojny niemiecki oddział nie wykonał rozkazu i nie wysadził obiektu.
Po wojnie stan wnętrz pozostawał wiele do życzenia – po niezbędnych remontach oddano go do ponownego użytku 9 czerwca 1946 pod patronatem Oddziału Babiogórskiego Polskiego Towarzystwa Tatrzańskiego w Żywcu, a później Polskiego Towarzystwa Turystyczno-Krajoznawczego. W 1946 miał 32 łóżka noclegowe, ale aż 20 „prymitywnych”.
W latach 1973–1980 dokonano istotnej modernizacji obiektu. Ze starego budynku pozostało praktycznie tylko podpiwniczenie (a właściwie jego większa część), natomiast cała nadbudowa jest nowa lub znacznie przebudowana.
Schronisko zajęło pierwsze miejsce w II rankingu polskich schronisk górskich, ogłoszonym w sierpniu 2011 przez miesięcznik N.p.m.

## Warunki pobytu
- pokoje 3, 4, 8 i 10 osobowe z 43 miejscami noclegowymi
- jadalnia na 44 miejsca
- bufet
- świetlica z TV
- sauna
- możliwość zorganizowania ogniska w pobliskiej bacówce

## Szlaki turystyczne
z Hali Boraczej – 2 godz., ↓ 1.30 godz.
 z Rajczy przez Halę Redykalną – 3.20 godz, ↓ 2.50 godz.
 ze Złatnej – 3 godz, ↓ 2.40 godz.
 z Hali Rysianki – 0.15 godz., ↓ 0.15 godz.